# Guldenkruisbrug
De Guldenkruisbrug (brug 1006) is een bouwkundig kunstwerk in Amsterdam-Zuidoost.
De Guldenkruisbrug, vernoemd naar het Gulden Kruispad weer vernoemd naar het Beverwijks patriciërshuis "Gulden Kruis" is een verkeersbrug in de Foppingadreef. Deze Foppingadreef is een van de hoofdverkeersaders in Amsterdam-Zuidoost en maakt verbinding met de Bijlmerdreef en Karspeldreef. Onder het viaduct steekt het Gulden Kruispad, een kilometers lang voet- en fietspad dat van oost naar west loopt. 
Het ontwerp van het viaduct was in handen van de architect Dirk Sterenberg en de Dienst der Publieke Werken die in de serie 1005-1038 vijftien soortgelijke viaducten ontwierp. Ze zijn herkenbaar aan het elektriciteitskastje in de onderdoorgang, afgeronde stootplaten en betonnen blokken in het wegdek.
<<< · 1000 · 1001 · 1002 · 1003 · 1004 · 1005 · 1006 · 1007 · 1008 · 1009 · 1010 · 1011 · 1012 · 1013 · 1014 · 1018 · 1028 · 1029 · 1030 · 1032 · 1033 · 1034 · 1035 · 1036 · 1037 · 1038 · 1039 · 1040 · 1041 · 1044 · 1045 · 1046 · 1048 · 1049 · 1050 · 1051 · 1062 · 1063 · 1064 · 1065 · 1066 · 1067 · 1076 · 1077 · 1078 · 1083 · 1090 · 1092 · 1093 · 1094 · 1095 · 1096 · 1097 · 1098 · 1099 · >>>
Brugnummers  1015, 1016, 1017, 1019, 1020, 1021, 1022, 1023, 1024, 1025, 1026, 1027, 1031, 1042, 1043, 1047, 1052/1053 (niet gebouwd), 1054, 1055, 1056, 1057, 1058, 1059, 1060, 1061, 1068, 1069-1075, 1079, 1080, 1081, 1082, 1084-1088, 1089 en 1091 (onbekend) zijn niet meer vergeven. De meesten daarvan zijn gesloopt in verband met sanering Zuidoost. Alle bruggen lagen en liggen in Zuidoost behalve bruggen 1000 en 1002.